# Доминиканская война за восстановление независимости
Война за восстановление независимости (исп. Guerra de la Restauración) — война, шедшая с 1863 по 1865 годы, во время которой борцы за независимость Доминиканской Республики сражались с Испанией, которая повторно колонизировала страну. Война закончилась победой доминиканцев и окончательным выводом испанских войск.

## Восстановление испанского правления
Президент генерал Педро Сантана, правивший Доминиканской Республикой, столкнулся с экономическим кризисом и угрозой нового вторжения с Гаити, поэтому попросил Испанию восстановить контроль над страной после 17 лет независимости. Испанцы увидели в этом возможность вновь закрепиться в бывшей колонии, и 18 марта 1861 года произошла аннексия. Сантана стал генерал-губернатором колонии Санто-Доминго, но через непродолжительное время испанцы отстранили его, считая слишком слабым, чтобы поддерживать порядок в стране.
Испанское колониальное правительство постепенно оттолкнуло население, которое было недовольно тем, что испанские войска реквизировали скот без какой-либо компенсации, что были установлены высокие таможенные пошлины на неиспанские товары, что церковь не признавала невенчанный брак. Ко всему этому добавлялись слухи о том, что испанцы стремятся восстановить рабство и отправить чернокожих доминиканцев работать на Кубу и Пуэрто-Рико.

## Ход войны
16 августа 1863 года группа под предводительством Грегорио Луперона и Сантьяго Родригеса совершила дерзкое вторжение на территорию Доминиканы с Гаити. Группа повстанцев подняла доминиканский флаг на Серро-де-Капотильо, холме, расположенном в провинции Дахабон, на границе с Гаити. Эта экспедиция, известная как Клич Капотильо, стала началом войны.
Города Сибао, северо-запада страны, один за другим присоединились к восстанию. 3 сентября восстал Сантьяго-де-лос-Кабальерос, а 6000 доминиканцев под командованием генерала Гаспара Поланко осадили испанский гарнизон из 800 человек в крепости Сан-Луис. Когда осажденные в крепости решили уйти в Пуэрто-Плату, он упорно преследовал их, устроив засаду в Эль-Карриле и Эль-Лимоне, что привело к многочисленным потерям среди испанцев. Позже повстанцы также захватили Пуэрто-Плату, которая была разграблена и сожжена.
Повстанцы образовали правительство во главе с Хосе Антонио Сальседо. Это правительство стремилось свергнуть испанское правление и арестовать Сантану, которого объявили предателем. Сантана, вновь призванный испанцами на службу и до этого считавшийся хорошим тактиком, оказался неспособным подавить восстание. В марте 1864 года он не подчинился приказу сосредоточить свои силы вокруг Санто-Доминго и снова был отправлен в отставку и выслан на Кубу, где и умер.

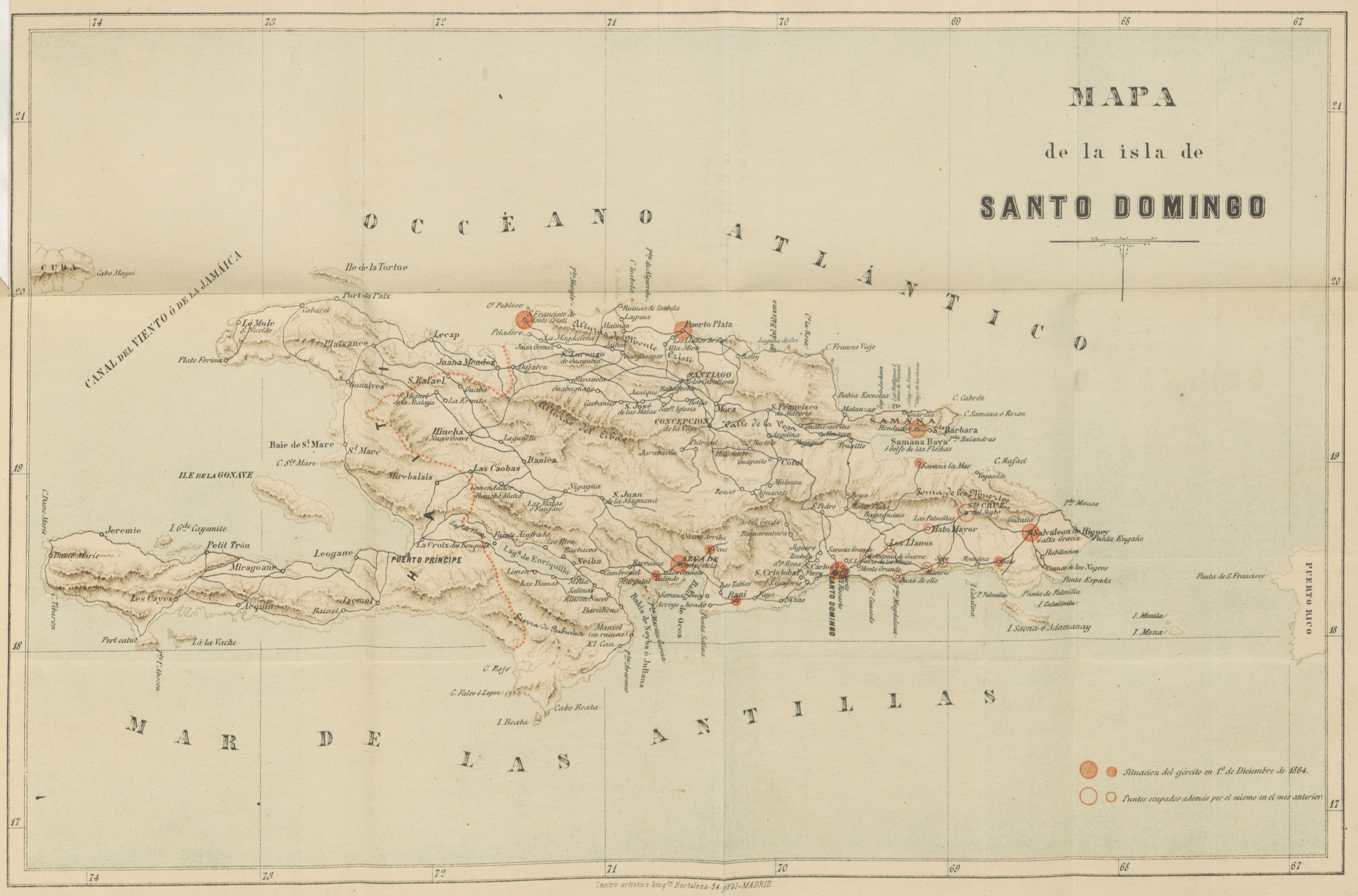
Красным обозначены населённые пункты, оставшиеся под контролем испанцев к 1 декабря 1864 г.

В рядах повстанческой армии против колонизаторов сражались от 15 до 17 тысяч человек. Война постепенно обернулась неуспехом для испанцев и стала крайне непопулярной в Испании. Большая часть солдат из контингента в 20 000 человек была не в состоянии сражаться из-за тропических болезней. В конце 1864 года испанцы на юге занимали только Асуа-де-Компостелу, Санто-Доминго и Бани, а на севере — Кайо-Левантадо, Саману, Пуэрто-Плату и Монте-Кристи. Генерал-губернатор Хосе де ла Гандара попытался договориться с Сальседо о прекращении огня, но в разгар переговоров Сальседо был свергнут и убит группой повстанцев во главе с Гаспаром Поланко.
Однако правительство Поланко просуществовало недолго. После неудачной атаки на испанские позиции в Монте-Кристи и попыток предоставить табачную монополию своим друзьям и сторонникам, он был свергнут, и в январе 1865 года новым президентом стал Бениньо Филомено де Рохас, а с 25 марта, после принятия конституции, — Педро Антонио Пиментель.

## Результаты
В то же время в Испании кортесы сочли эту войну дорогостоящей и ненужной. 3 марта 1865 года королева Изабелла II подписала отмену аннексии острова. К 15 июля все испанские войска покинули остров.
По оценкам, 5 000 испанцев погибли в результате боевых действий или болезней, и почти 10 000 раненых и больных были госпитализированы на месте или эвакуированных на Кубу. Потери повстанцев составили 6000 убитых и 4000 раненых.
С тех пор 16 августа, первый день восстания против испанцев в 1863 году, регулярно отмечается в Доминиканской Республике как национальный праздник.